# Кулик Микола Сергійович
Микола Сергійович Кули́к (нар. 13 січня 1952, с. Гельмязів Золотоніського району Черкаської області) — український вчений у галузі авіаційних двигунів, доктор технічних наук (1993), професор, заслужений діяч науки і техніки України (2003), лауреат Державної премії України в галузі науки і техніки (2005), ректор Національного авіаційного університету (2008–2015).

## Освіта, наукові ступені і вчені звання
В 1970 вступив до Київського інституту інженерів цивільної авіації (КІІЦА).
В 1983 вступив до аспірантури КІІЦА.
В 1990 — до докторантури КІІЦА.
В 1993 захистив докторську дисертацію на тему «Теоретичні основи та практична реалізація методів оцінки впливу основних експлуатаційних факторів на технічний стан ГТД».
В 1997 отримав вчене звання професора.

## Кар'єра
Після закінчення КІІЦА працював на посадах молодшого, старшого, провідного, головного наукового співробітника науково-дослідної частини цього інституту.
Після захисту дисертації працював професором, завідувачем кафедри авіаційних двигунів.
З 1999 по 2007 — проректор, з 2007 по 2008 — виконувач обов'язків ректора, з 2008 по 2015 рік — ректор Національного авіаційного університету.

## Наукова діяльність
Наукові дослідження М. С. Кулика пов'язані з визначенням технічного стану авіаційних двигунів. Автор понад 200 наукових праць, включаючи монографії, підручники, навчальні посібники.
Був головою спеціалізованої вченої ради № Д26.062.05 на здобуття наукового ступеня кандидата та доктора технічних наук зі спеціальності 05.07.07 «Випробування літальних апаратів та їх систем», а також членом спеціалізованої Вченої Ради № Д26.062.03 зі спеціальності 05.22.22 «Експлуатація та ремонт засобів транспорту».
Був головним редактором наукових журналів «Вісник Національного авіаційного університету» та «Наукоємні технології», член редколегії "Вісника двигунобудування.

## Відзнаки
- Заслужений діяч науки і техніки (2003),
- лауреат Державної премії України (2005),
- звання Почесного працівника авіаційного транспорту України (2009),
- 20 січня 2010 рішенням вченої ради Національного аерокосмічного університету ім. М. Є. Жуковського «Харківський авіаційний інститут» Миколі Кулику присвоєно звання «Почесний професор ХАІ»[7]
- орден України «За заслуги» III ступеня (2011).[8]